# Captain Oi! Records
Captain Oi! Records — звукозаписывающая компания, специализирующаяся на выпуске и (в основном) перевыпуске панк-/Oi!-альбомов.
Лейбл, базирующийся в Хай-Вайкомбе, Англия и выпустивший в общей сложности более 300 альбомов, был основан Марком Бреннаном, бас-гитаристом The Business, который до этого некоторое время был одним из руководителей Link и Dojo Records (филиала Castle).
В качестве образца Бреннан избрал для себя деятельность Ace Records и кредо своего предприятия сформулировал так: «Ace Records для ретро-панк-рока», занявшись перевыпуском классической панк-продукции. Впоследствии на Captain Oi! выходили пластинки новых групп (в частности, Argy Bargy), а также новые пластинки старых панк-коллективов (Cockney Rejects и др.).

## Исполнители Captain Oi!
- The 4-Skins
- 999
- Abrasive Wheels
- The Adicts
- The Adverts
- Angelic Upstarts
- Anti-Nowhere League
- Anti Social
- Alternative TV
- Argy Bargy
- Bad Manners
- Blitz
- The Blood
- The Boys
- The Business
- Buzzcocks
- Channel 3
- Chaos UK
- Chaotic Dischord
- Charlie Harper
- Charlie Harper And The Urban
- Chelsea
- The Chords
- Chron Gen
- Cockney Rejects
- Cock Sparrer
- Conflict
- Criminal Class
- The Crack
- Deadline
- The Defects
- Dead Kennedys
- The Dickies
- Discharge
- Discipline
- Eddie and the Hot Rods
- The Ejected
- English Dogs
- The Exploited
- Extreme Noise Terror
- G.B.H.
- Goldblade
- Infa Riot
- The Jolt
- Judge Dread
- Last Resort
- Leyton Buzzards
- The Lurkers
- Major Accident
- The Members
- Menace
- The Meteors
- Newtown Neurotics
- One Way System
- The Oppressed
- The Partisans
- Patrik Fitzgerald
- Penetration
- Peter and the Test Tube Babies
- The Professionals
- Purple Hearts
- The Ramones
- Red Alert
- The Revillos
- The Rezillos
- The Ruts
- Secret Affair
- The Skeptix
- Slaughter And The Dogs
- The Selecter
- Sham 69
- Special Duties
- Splodgenessabounds
- Sid Vicious
- The Starjets
- The Skids
- Stiff Little Fingers
- Tenpole Tudor
- Toy Dolls
- UK Subs
- Urban Dogs
- The Vapors
- The Vibrators
- Vice Squad